# Chocim (województwo opolskie)
Chocim (niem. Kotzem, śl. Kocym, cz. Kočim) – osada w Polsce położona w województwie opolskim, w powiecie prudnickim, w gminie Prudnik, wchodząca w skład sołectwa Łąka Prudnicka. Historycznie leży na Górnym Śląsku, na ziemi prudnickiej.
W latach 1975–1998 miejscowość administracyjnie należała do ówczesnego województwa opolskiego.
Według danych na 2016 osada była zamieszkana przez 33 osoby.

## Geografia
Chocim położony jest na zachodnim stoku wzniesienia Okopowa, na wysokości 300–315 m n.p.m., około 3,5 km od granicy z Czechami, w okolicy Lasu Prudnickiego.

## Nazwa
Do 1936 używana była niemiecka nazwa Kotzem. Ze względu na jej polskie pochodzenie, w 1936 w miejsce nazwy nazistowska administracja III Rzeszy wprowadziła nową, niemiecką – Linden. 1 października 1948 r. nadano miejscowości, wówczas administracyjnie związanej z Łąką Prudnicką, polską nazwę Chocim. Nazywana też Kocym.
W opracowanej w 1971 przez Powiatowy Inspektorat Statystyczny w Prudniku Statystycznej charakterystyce miejscowości w gromadach powiatu prudnickiego, miejscowość została wymieniona pod nazwami Chocim i Kocym.

## Historia
Wieś Chocim założył w 1255 przebywający wówczas w Opawie najwyższy marszałek Królestwa Czech i namiestnik Styrii – czeski wielmoża Wok z Rożemberka (Woko de Rosenberch, Vok I. z Rožmberka) pod nazwą Stary Chocim (niem. Alt Kotzem). 1 czerwca 1259 podarował ją klasztorowi cystersów w Vyššim Brodě, a 29 maja 1261 odnowił darowiznę. W 1388 roku wieś została przekazana Prudnikowi przez Władysława Opolczyka w celu zwiększenia obszaru i zaludnienia miasta.

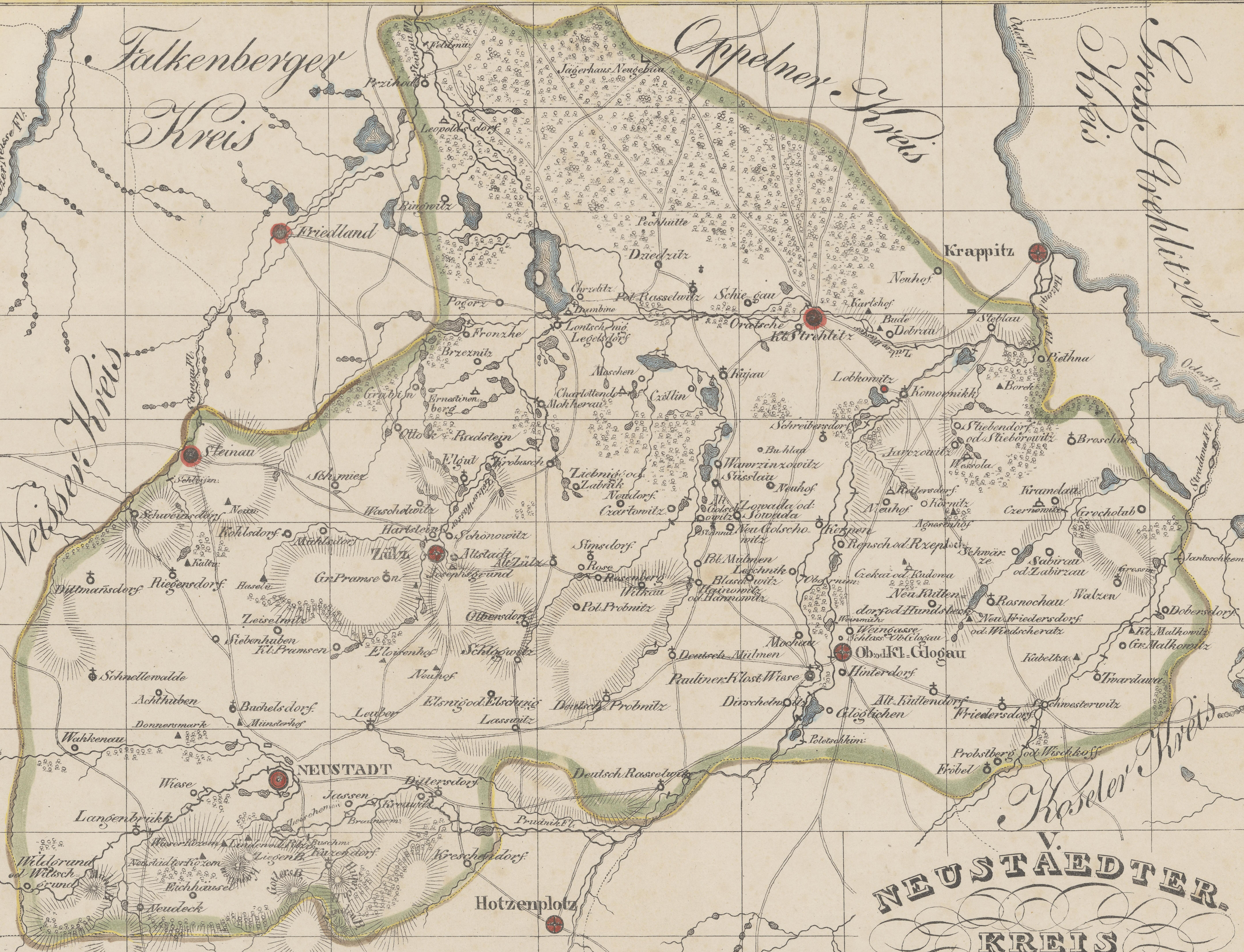
Chocim (Wieser Kozem i Neustädter Kozem) wśród miejscowości ziemi prudnickiej na mapie z XIX wieku

Do 1742 wieś należała do powiatu sądowego prudnickiego w Monarchii Habsburgów. Po I wojnie śląskiej znalazła się w granicach Królestwa Prus i weszła w skład powiatu prudnickiego w prowincji Śląsk. W czasie wojny o sukcesję bawarską w lutym 1779, Chocim został chwilowo zajęty przez austriackich piechurów w czasie ataku na Prudnik. 30 sierpnia 1779 przez Chocim przejeżdżał przebywający w Prudniku cesarz Józef II. W XVIII wieku w skład Chocimia wchodziło 5 zagród. Wieś była własnością arystokratycznej rodziny Mettichów z Prudnika. Wchodziła w skład dóbr zamku w Łące Prudnickiej. W 1829, Anna i Maria von Mettich sprzedały swoje zadłużone dobra generałowej Colomb. Ta z kolei w 1830 sprzedała Chocim, Łąkę Prudnicką, Niemysłowice i Spalony Dwór Johannowi Karlowi von Siedlintzkiemu herbu Odrowąż.
Powstał tu jeden z folwarków miejskich Prudnika z dziedzińcem otoczonym czterema podłużnymi budynkami, który nosił nazwę Stadt Kozem. Pełnił funkcję owczarni. Znajdował się on na terenie ugoru obok niewielkiego lasu przy drodze z Dębowca do Chocimia. Obecnie w miejscu byłego folwarku nie ma po nim żadnych pozostałości. Pod koniec XIX wieku Chocim stał się popularnym miejscem spacerów prudniczan.

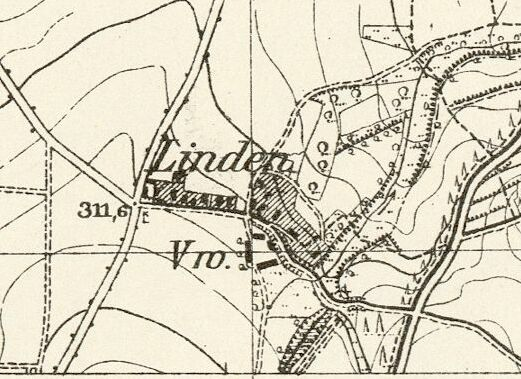
Chocim na mapie z 1930

W 1921 w zasięgu plebiscytu na Górnym Śląsku znalazła się tylko część powiatu prudnickiego. Chocim znalazł się po stronie zachodniej, poza terenem plebiscytowym. Po II wojnie światowej, od marca do maja 1945 powiat prudnicki znajdował się pod kontrolą radzieckiej komendantury wojskowej. 11 maja 1945 polska administracja przejęła władzę cywilną w powiecie prudnickim. Wówczas w Chocimiu została osiedlona część polskich repatriantów z Kresów Wschodnich. Niemieckojęzyczna ludność została wysiedlona na zachód.
W spisie gromad i miejscowości w powiecie prudnickim na dzień 1 stycznia 1953 wymieniono Chocim jako przysiółek Dębowca pod nazwą Lipy. Według podziału administracyjnego województwa opolskiego na dzień 31 sierpnia 1964, Chocim, jako przysiółek Łąki Prudnickiej, należał do gromady Moszczanka. W 1966 w przysiółku mieszkały 44 osoby.
W 2013 w miejscowości mieszkało 35 osób. Uchwałą z 18 grudnia 2020 Rady Miejskiej Prudnika wyznaczono na terenie gmin Prudnik i Głuchołazy aglomerację Prudnik o równoważnej liczbie mieszkańców 30667 oraz zlokalizowaną na terenie miejscowości: Prudnik, Chocim, Dębowiec, Jarnołtówek, Łąka Prudnicka, Moszczanka, Niemysłowice, Pokrzywna z oczyszczalnią ścieków w Prudniku.

## Mieszkańcy
Miejscowość zamieszkiwana jest przez ludność mieszaną. Mieszkają w niej autochtoni: mniejszość niemiecka oraz Ślązacy, a także ludność napływowa, przybyła na Śląsk z Kresów Wschodnich po 1945 w wyniku przymusowych przesiedleń ludności polskiej oraz z centralnej Polski (teren późniejszych województw krakowskiego i nowosądeckiego).

## Gospodarka

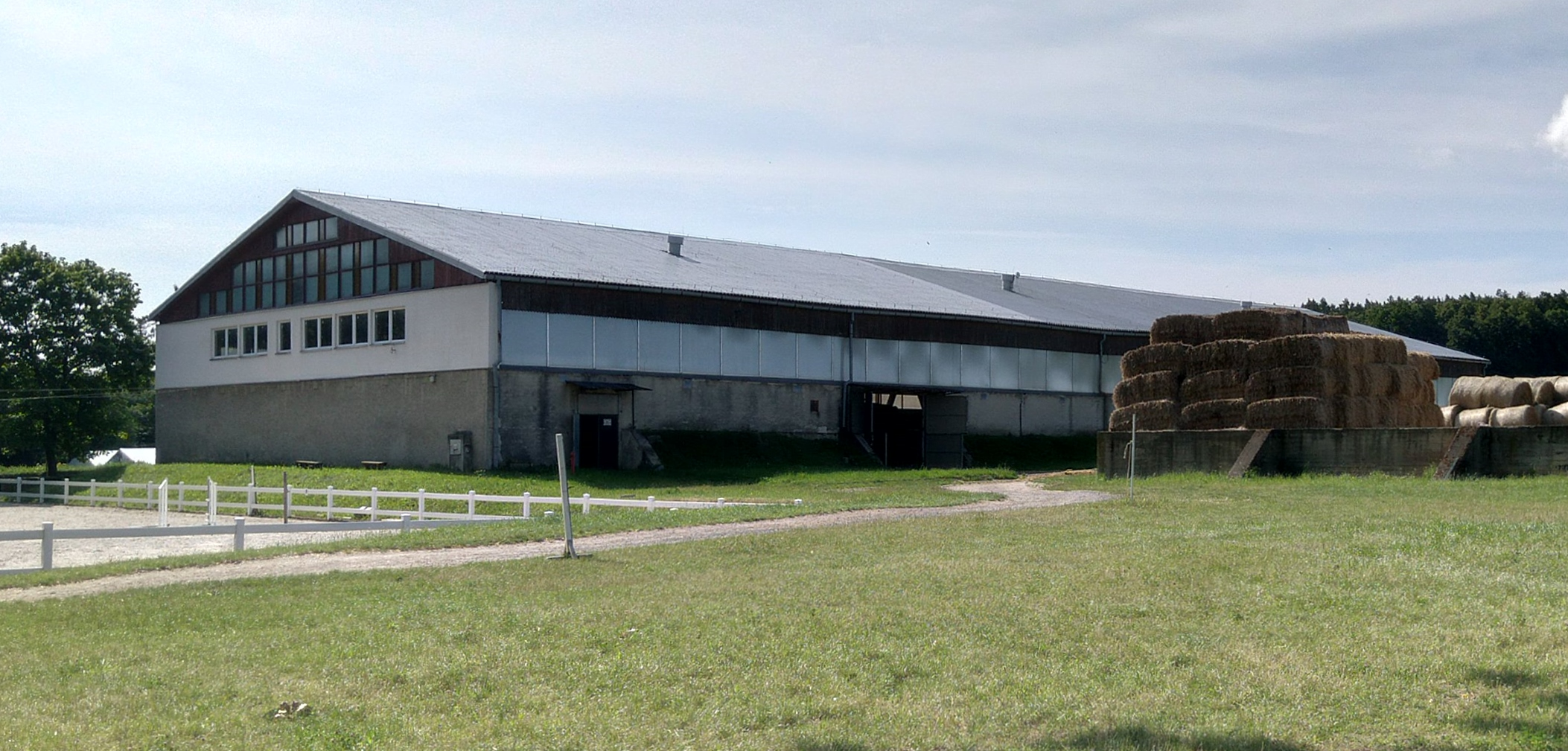
Stajnia w Chocimiu

W Chocimiu znajduje się Stadnina Koni Prudnik – ośrodek hodowli koni sportowych, która ma swoją siedzibę w Lipnie w Prudniku. Hodowlę koni w Chocimiu rozpoczęto w 1949. Do gospodarstw podległych ówczesnemu oddziałowi Stadniny Koni Moszna w Łące Prudnickiej przetransportowano z Janowa Podlaskiego około 30 klaczy rasy fiording, a w 1950 następną grupę klaczy z Prószkowa. Od 1 lipca 1968 w Chocimiu funkcjonuje Stadnina Koni, która powstała po wydzieleniu części gospodarstw ze Stadniny Koni w Mosznej.

## Transport

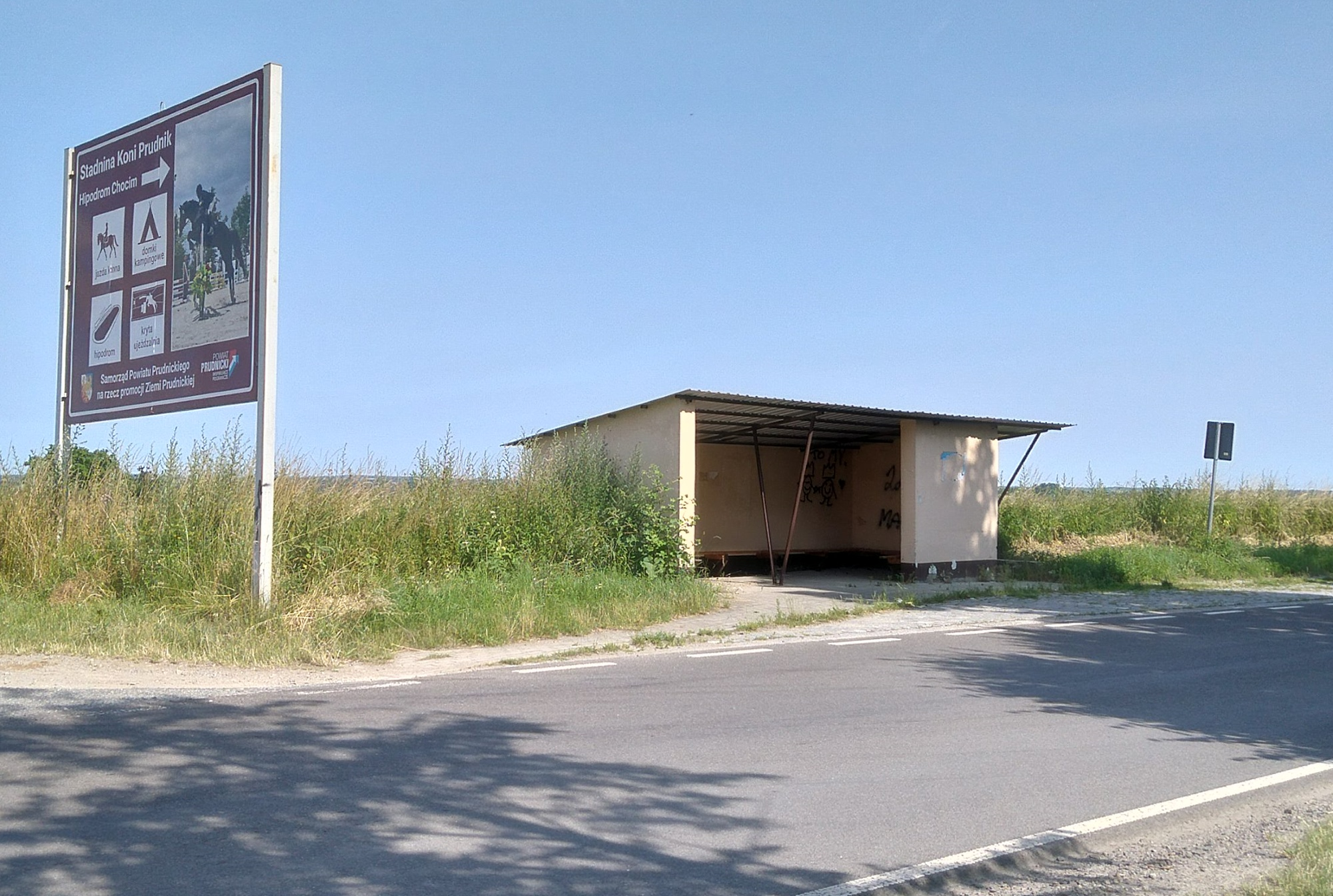
Przystanek autobusowy

Chocim posiada połączenia autobusowe z Prudnikiem i Dębowcem. W miejscowości znajduje się jeden przystanek autobusowy.

## Religia
Katolicy z Chocimia należą do parafii św. Michała Archanioła w Prudniku (dekanat Prudnik). W miejscowości znajduje się kapliczka z figurą Matki Bożej z Medziugoria, poświęcona 3 lutego 2024.

## Sport

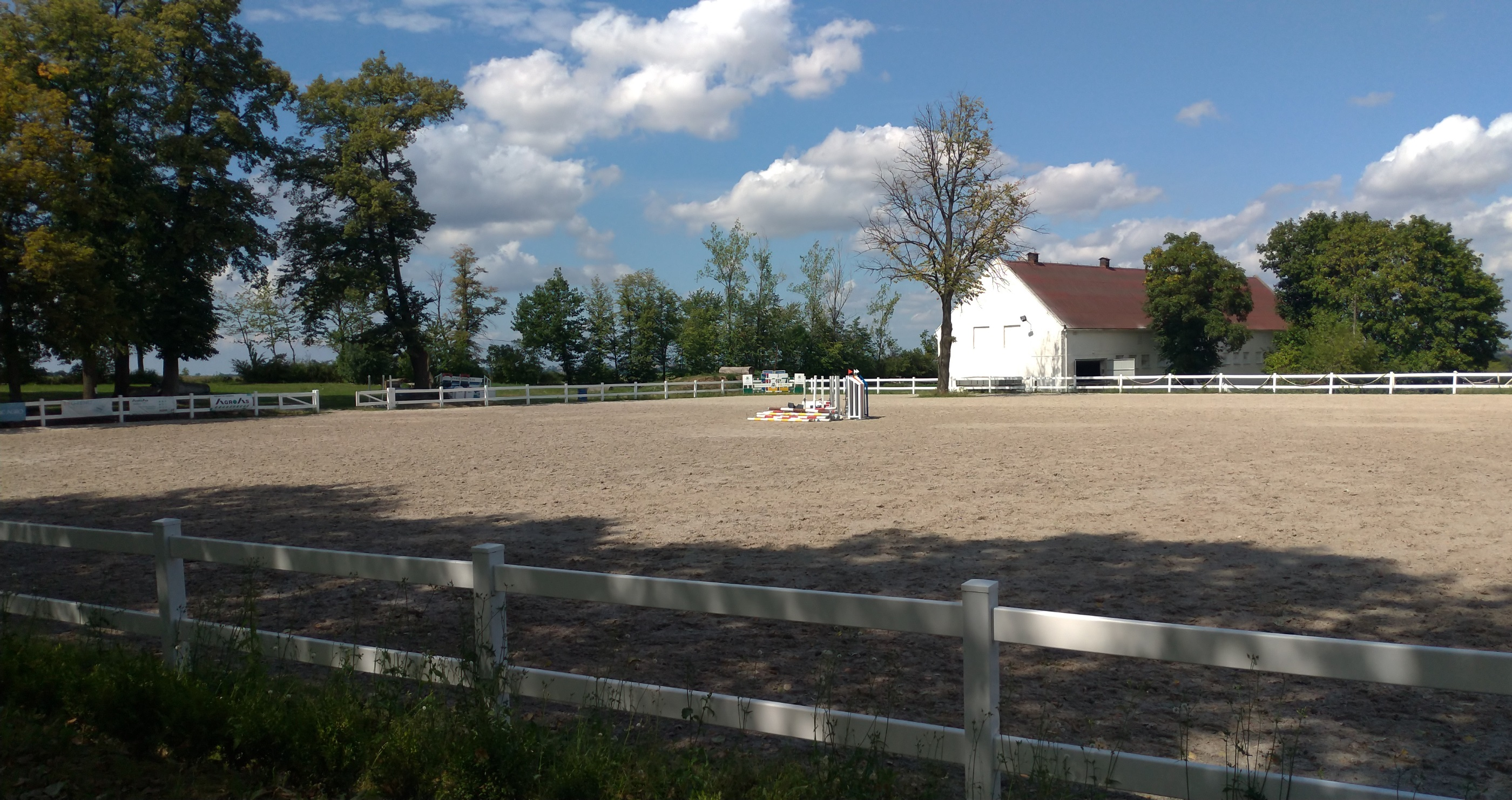
Parkur w Chocimiu

Chocim jest ośrodkiem jeździeckim. Stadnina Koni Prudnik organizuje w Chocimiu Regionalne Zawody Konne w ramach Opolskiej Marki Jeździeckiej. W rywalizacji biorą zarówno dzieci i dorośli z Polski oraz z Czech. W Chocimiu znajduje się ujeżdżalnia pod dachem, tor przeszkód i hipodrom.

## Turystyka
Z miejscowości rozciąga się widok na Góry Opawskie i okolice Prudnika. Na terenie Stadniny Koni Prudnik w Chocimiu oferowane są noclegi w domkach kempingowych.
13 lipca 2010, w ramach organizowanego w Prudniku VI Europejskiego Tygodnia Turystyki Rowerowej, w którym wzięli udział rowerzyści z całej Europy, przez Chocim prowadziła trasa „Dzień Czeski”.

## Bezpieczeństwo
Miejscowość jest pod opieką dzielnicowego rejonu służbowego nr 7 Komendy Powiatowej Policji w Prudniku.
Teren miejscowości, jak i całej gminy Prudnik, położony jest w strefie nadgranicznej w związku z czym Straż Graniczna dysponuje, na tym obszarze, specjalnymi kompetencjami w zakresie bezpieczeństwa. Gminę Prudnik obejmuje zasięgiem służbowym placówka Straży Granicznej w Opolu ze Śląskiego Oddziału SG.